# Carly Usdin
Carly Usdin (1982) é profissional dos Estados Unidos que atua na direção, roteiro e produção cinematográfica. Usdin possui reconhecimento por dirigir o filme Suicide Kale de 2016 e atuar na cocriação da série de quadrinhos Heavy Vinyl com Nina Vakueva. Em 2019, recebeu o Prêmio do Júri de Melhor Direção pelo curta-metragem Misdirection no Los Angeles Diversity Film Festival.

## Primeiros anos e educação
Usdin cresceu no Condado de Monmouth, em Nova Jérsia. Sua religião é do grupo étnico judeus. Usdin começou a se identificar como lésbica aos dezesseis anos e se assumiu aos vinte. Posteriormente, frequentou a Universidade da Flórida Central e recebeu seu diploma de Bacharel em Cinema.

## Carreira

### No cinema
A estreia de Usdin na direção de um longa-metragem, Suicide Kale, foi lançada em 2016. Escrito e estrelado por Brittani Nichols, também estrelou Jasika Nicole, Brianna Baker e Lindsay Hicks. Usdin recebeu o Prêmio do Público de Melhor Primeiro Filme Dramático no Outfest 2016.
Em 2017, foi showrunner e esteve na direção de uma websérie digital chamada Threads, que foi distribuída pela plataforma Go90 da Verizon. O programa era uma série antológica que dramatizava histórias "inspiradas em eventos reais". Foi apresentado por Milana Vayntrub e durou 20 episódios.
Seu trabalho foi aprovado na equipe de 2019 do Workshop de Direção para Mulheres da AFI, por meio do qual a curta-metragem escrito, produzido e dirigido por Usdin, Misdirection, foi estrelado por Vico Ortiz. O filme conta a história de Cam, um calouro da faculdade que luta contra o transtorno obsessivo-compulsivo (TOC) e tem uma queda por seu colega de faculdade hétero, que se interessa por mágica de perto. Usdin baseou-se em sua experiência pessoal com TOC para retratar os sintomas de contagem do protagonista. Foi aceito como Seleção Oficial de Curtas-Metragens de 2019 no Festival de Cinema de Bentonville.
Em 2021, Usdin fez uma parceria com a empresa de mídia de Reese Witherspoon, Hello Sunshine, para produzir um filme patrocinado pela Bailey's e pelo site de mídia social Bumble. O curta-metragem, First Date, foi estrelado por Shalita Grant e Shannon Woodward.

### Nas histórias em quadrinhos
Usdin co-criou e escreveu a série de histórias em quadrinhos Hi-Fi Fight Club em agosto de 2017, publicada pela Boom! Estúdios e ilustrado por Nina Vakueva. A série é centrada em uma adolescente gay que começa a trabalhar em uma loja de discos onde os funcionários têm um clube de luta clandestino, formado apenas por mulheres. Em novembro de 2017, foi anunciado que o nome da série havia sido alterado para Heavy Vinyl. A Thrillist nomeou-a como uma das 25 melhores histórias em quadrinhos de 2018; A Syfy selecionou Usdin como um dos 30 melhores profissionais de histórias em quadrinhos em setembro de 2017 por seu trabalho em Heavy Vinyl. A série foi indicada ao Prêmio Prism de 2018. Um acompanhamento chamado Heavy Vinyl:Y-2KO foi lançado em março de 2020.
A primeira edição da segunda série de histórias em quadrinhos da Usdin, The Avant-Guards, foi lançada em janeiro de 2019. A série teve 12 edições no total. Escrito por Usdin e ilustrado por Noah Hayes, conta a história de uma aluna transferida de uma faculdade de artes cênicas só para meninas que se junta ao time de basquete iniciante da escola.

## Vida pessoal
Em 2012, Usdin casou-se com o fotógrafo e produtor Robin Roemer. Usdin é de gênero não binário e usa pronomes neutros they/them.

## Filmografia
| Ano  | Título                | Área de atuação | Área de atuação | Área de atuação | Notas                                                                           |
| Ano  | Título                | Direção         | Roteirista      | Produção        | Notas                                                                           |
| ---- | --------------------- | --------------- | --------------- | --------------- | ------------------------------------------------------------------------------- |
| 2016 | Suicide Kale          | Sim             | Não             | Executiva       | Recebeu o prêmio de Melhor Primeiro Longa-Metragem Dramática no LA Outfest 2016 |
| 2017 | Threads               | Sim             | Não             | Executiva       | Websérie, direção em 10 episódios                                               |
| 2019 | Misdirection          | Sim             | Sim             | Sim             | Curta-metragem                                                                  |
| 2019 | Wizard School Dropout | Sim             | Não             | Não             | Websérie                                                                        |
| 2021 | First Date            | Sim             | Sim             | Não             | Curta-metragem patrocinado por Bailey's e Bumble                                |